# Guggenheimovo stipendium
Guggenheimovo stipendium (anglicky Guggenheim Fellowship) je grant udělovaný každoročně od roku 1925 nadací John Simon Guggenheim Memorial Foundation. Stipendia jsou udělována „těm, kteří předvedli výjimečnou schopnost tvořivého bádání nebo výjimečnou uměleckou kreativitu“. Každoročně nadace uděluje několik stovek stipendií v každé ze dvou samostatných soutěží:
- pro žadatele s občanstvím nebo trvalým pobytem ve Spojených státech amerických a Kanadě
- pro žadatele s občanstvím nebo trvalým pobytem v zemích Latinské Ameriky a Karibiku

Stipendium není dostupné pro žadatele z oboru múzických umění, s výjimkou skladatelů, filmových režisérů a choreografů. Stipendia též nejsou udělována studentům, pouze „profesionálům v pokročilé kariéře“. Stipendisté mohou peníze využít dle vlastní vůle – smyslem grantu je poskytnout stipendistům „blok času, ve kterém mohou pracovat s maximální tvůrčí svobodou“ a přitom „být v dostatečné míře zproštění běžných pracovních povinností“. Žadatelé musejí předložit profesní životopis a pracovní portfolio.
Nadace každoročně obdrží 3500 až 4000 žádostí, přitom je ročně uděleno zhruba 220 grantů. Velikost grantu není jednotná, liší se podle potřeb jednotlivých žadatelů, s ohledem na jejich ostatní zdroje a na plánovaný rozsah a účel projektu. Průměrná velikost grantu udělovaného v soutěži pro USA a Kanadu byla v roce 2008 zhruba 43 200 amerických dolarů.